# Мяличено
Мяличено — деревня в Краснопрудской волости Псковского района Псковской области России.
Расположена в 3 км к востоку от волостного центра Кирово и в 40 км к югу от города Пскова.
Численность населения деревни по состоянию на 2000 год составляла 9 жителей.